# Hier is Londen
Hier is Londen was een verzetsblad uit de Tweede Wereldoorlog, dat vanaf 6 november 1944 tot en met 1 mei 1945 in Amsterdam werd uitgegeven. Het blad verscheen dagelijks in een oplage tussen de 75 en 1000 exemplaren. Het werd tot maart 1945 getypt, daarna gestencild. De inhoud bestond voornamelijk uit nieuwsberichten.
De familie Simonis gaf, vóór de uitgave van 'Hier is Londen' op papier, radionieuwsberichten mondeling door aan de buren. Dat deden ze via de achterkant van de huizen van de buren, die daar vaak al op stonden te wachten. Toen oktober 1944 de elektriciteitsvoorziening ophield, werd de belangstelling naar het nieuws zo groot, dat mondelinge verspreiding niet meer mogelijk was. R. Simonis, de zoon des huizes, was inmiddels al samen met een vriend, die het typewerk verzorgde, begonnen op kleine schaal het nieuws op schrift te stellen, onder de titel 'Alles sal reg kom'. Dat blad werd, net als later 'Hier is Londen', door R. Simonis in getypte vorm vrijwel dagelijks in Amsterdam uitgegeven van 1 oktober 1944 tot en met 5 november 1944.
Toen de vriend van Simonis niet meer in staat was hem te helpen, zetten vader en zoon Simonis het werk voort. Wel werden ze beperkt in de oplage, omdat ze geen stencilmachine tot hun beschikking hadden. Het nieuws werd echter op het stadhuis en op grote kantoren door derden vermenigvuldigd. Het aantal lezers groeide snel. In maart 1945 zorgde de LO (Landelijke Organisatie voor hulp aan onderduikers) voor een stencilmachine en een vakman voor de bediening daarvan. Voor de benodigde stencils werd geput uit de voorraad van de Amsterdamse politie. De oplage kon daarmee aanzienlijk worden opgevoerd. Mevr. Simonis en haar jongste zoon zorgden voor de verspreiding.

## Betrokken personen
- Mevr. Simonis
- P. Simonis
- R. Simonis